# Gerhard Esser (Theologe)
Gerhard Esser (* 17. Dezember 1860 in Ophoven; † 6. Dezember 1923 in Bonn) war ein römisch-katholischer Geistlicher und Hochschullehrer.

## Ausbildung
Gerhard Esser studierte katholische Theologie an der Universität Bonn und wechselte anschließend ins Kölner Priesterseminar. Am 19. Mai 1883 empfing er – mit Dispens wegen fehlenden Mindestalters – im Hohen Dom zu Köln durch Erzbischof Paulus Kardinal Melchers die Priesterweihe.

## Wirken
Nach einem Zusatzstudium an der Universität Würzburg trat er 1887 eine Stelle als Repetent am Collegium Albertinum in Bonn und wurde an der dortigen Universität 1892 zum Dr. theol. promoviert. Sein Forschungsschwerpunkt galt dem Leben und Wirken des frühchristlichen Schriftstellers Tertullian, und seine erste Publikation über die Seelenlehre des Tertullian widmete er 1893 dem Direktor des Collegium Albertinum, Franz Düsterwald. 1898 wurde Esser als ordentlicher Professor der Dogmatik an die katholisch-theologische Fakultät der Universität Bonn berufen und 1922 emeritiert. Seine Vorlesungen sind in sechs Bänden als Manuskript gedruckt worden. Während des Ersten Weltkriegs veranstaltete Esser zusammen mit Wilhelm Stockums, seinerzeit Direktor des Collegium Leoninum, und den Theologieprofessoren Arnold Rademacher und Heinrich Schrörs Vortragskurse für die im Feld stehenden Priesteramtskandidaten im westlichen Etappengebiet. Von 1899 – bis 1908 in Vertretung von Franz Philipp Kaulen – bis 1910 übte Esser das Amt des Universitätspredigers aus. In Zusammenarbeit mit Joseph Mausbach veröffentlichte er die dreibändige Apologie Religion, Christentum, Kirche, die zu ihrer Zeit in der Auseinandersetzung der Kirche mit der Moderne eine bedeutende Rolle spielte. Im Herbst 1914 gehörte Esser zu den Unterzeichnern des Aufrufs An die Kulturwelt!.

## Auszeichnungen
- Roter Adlerorden 4. Klasse

## Werke (Auswahl)
- Die Seelenlehre Tertullians. Verlag Ferdinand Schöningh, Paderborn 1893.
- Die Bußschriften Tertullians de paenitentia und de pudicitia und das Indulgenzedikt des Papstes Kallistus. Bonner Universitätsprogramm, Bonn 1905.
- mit Joseph Mausbach: Religion, Christentum, Kirche. Eine Apologie für wissenschaftlich Gebildete, Kösel, Kempten 1911–1913.
- Der Adressat der Schrift Tertullians De pudicitia und der Verfasser des römischen Bußediktes. Hanstein, Bonn 1914.
- Krieg und göttliche Vorsehung. Breer & Thiemann, Hamm (Westf.) 1915.
- Jesus Christus, der göttliche Lehrer der Menschheit. Verlag J. Kösel & Pustet, München 1921.
- Gott und Welt. Verlag J. Kösel & Pustet, München 1921.